# فندق آسيا الجديدة (شانغهاي)

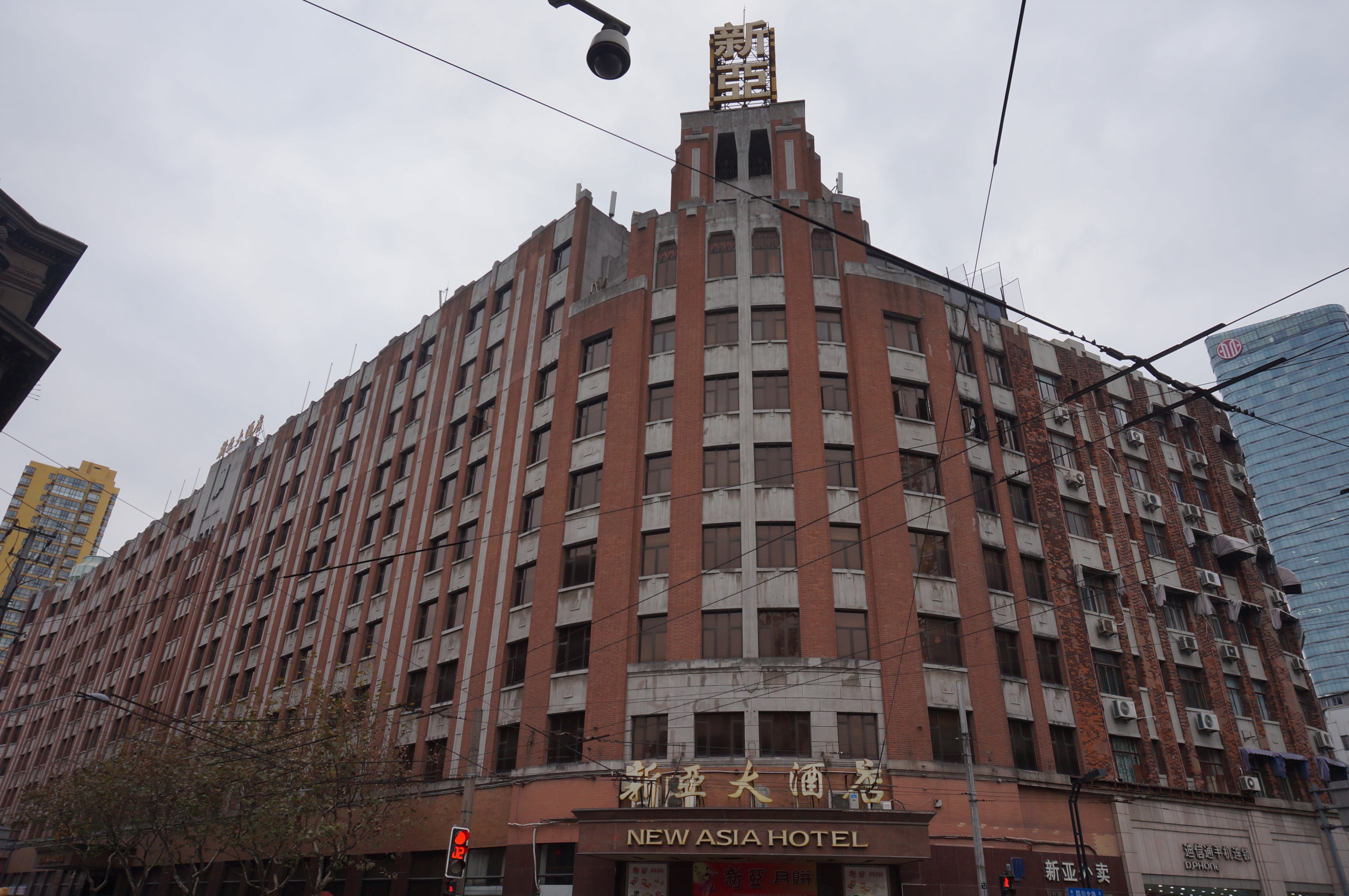
فندق آسيا الجديدة عام 2014

فندق آسيا الجديدة (بالصينية: 新亚大酒店) (بالإنجليزية: New Asia Hotel)، هو فندق مكون من 9 طوابق ومعلما تاريخياً في مقاطعة هونج كو، شانغهاي. يقع الفندق في شارع «422 تيانتونج». مقابل بناية مكتب البريد العام في شنغهاي. تم بناء الفندق عام 1934، وأعيد تجديده عام 2007.